# Seedorf (Uri)
Seedorf – miejscowość i gmina w Szwajcarii, w kantonie Uri. Leży nad jeziorem Urnersee oraz rzeką Reuss. 1 stycznia 2021 do gminy przyłączono gminę Bauen.

## Demografia
W Seedorfie mieszka 2051 osób. W 2022 roku 7,8% populacji gminy stanowiły osoby urodzone poza Szwajcarią. 

## Transport
Przez teren gminy przebiega autostrada A2.